# Бладыко, Никифор Михайлович
Никифор Михайлович Блады́ко (бел. Нічыпар Міхайлавіч Бладыка, 26 марта 1889, Ромашково, Могилёвская губерния (сейчас — Толочинский район Витебской области) — ?) — белорусский педагог, ректор Белорусского государственного университета с 3 июля по 19 декабря 1937.

## Биография
В 1918 году вступил в ВКП(б) и Красную армию, занимался реквизициями у «кулаков». С 1922 года — командир взвода особого назначения для подавления антибольшевистских выступлений. Окончил рабфак, Тимирязевскую сельскохозяйственную академию (1929) и аспирантуру (1933). Преподавал в Коммунистическом университете народов Запада. С 1935 года — секретарь АН БССР. В 1937 году стал ректором БГУ; уже 10 октября получил выговор за «утрату большевистской бдительности» и 19 декабря указом народного комиссариата образования БССР был снят с должности. После этого, в феврале 1938 года, был отправлен в Горьковский сельскохозяйственный институт. 5 августа 1938 года был осуждён на 8 лет исправительно-трудовых лагерей на Колыме.
В 1946 году освобождён; дальнейшая судьба неизвестна.